# Ronde van Drenthe
Ronde van Drenthe (it.: Giro del Drenthe) è il nome di una serie di corse in linea di ciclismo su strada maschile e femminile che si tengono ogni marzo nel Drenthe, nei Paesi Bassi. Dal 2016 la serie comprende tre gare: una maschile, inclusa nel calendario UCI Europe Tour come prova di classe 1.HC, e due femminili, una delle quali, la Women's WorldTour Ronde van Drenthe, è inclusa nel calendario dello Women's World Tour.

## Storia
La prima prova maschile, la Ronde van Drenthe, nacque nel 1960 e rimase riservata ai soli dilettanti fino al 1996, quando venne aperta a Elite e Under-23. Nel 2005 venne inserita nel calendario dell'UCI Europe Tour come prova di classe 1.1. Nel 2011 venne disputata in due tappe e inserita nel calendario UCI Europe Tour come prova di classe 2.1, salvo poi tornare a essere gara in linea nel 2012. Sempre nel 2012 venne creata una nuova gara in linea la Dwars door Drenthe. Nel 2016 la Ronde van Drenthe ritorna ad essere l'unica competizione maschile, e nel 2018 viene elevata a classe 1.HC.
La prima corsa femminile venne creata nel 1998, con il nome di Internationale Damesronde van Drenthe. Venne disputata come corsa in linea fino al 2002, dal 2003 al 2006 diventò una corsa a tappe mentre nel 2007 tornò ad essere una corsa di un giorno, venendo inserita per la prima volta nel calendario femminile dell'UCI come prova di categoria 1.1. Rinominata prima in Euregio Cup e poi in EDR Cup e Eurocup, nel 2016 è stata soppressa. Una seconda competizione è stata creata nel 2007, con il nome di Ronde van Drenthe Worldcup: tale corsa ha fatto parte, fino al 2015, del calendario della Coppa del mondo di ciclismo su strada, mentre dal 2016 fa parte del calendario del Women's World Tour, nato in sostituzione della Coppa del mondo, come gara di classe 1.WWT.
La società responsabile, la Stichting Ronde van Drenthe, dal 2007 organizza anche una terza prova femminile, la Dames Drentse 8 van Dwingeloo, divenuta poi Drentse Acht van Westerveld, corsa di un giorno inserita fino al 2012 nel calendario internazionale come prova di classe 1.1, e dal 2013 come prova di classe 1.2.

## Albo d'oro

### Uomini

#### Ronde van Drenthe
Aggiornato all'edizione 2023.
| Anno    | Vincitore                             | Secondo                               | Terzo                                 |
| ------- | ------------------------------------- | ------------------------------------- | ------------------------------------- |
| 1960    | Jurre Dokter                          | Bert Boom                             | Wim Boogers                           |
| 1961    | Cees de Jongh                         | Jaak Mesters                          | Bert Boom                             |
| 1962    | Bart Solaro                           | Gérard Wesseling                      | Théo Rutten                           |
| 1963-64 | non disputate                         | non disputate                         | non disputate                         |
| 1965    | Roel Hendriks                         | Adri Van Kemenade                     | Piet Barendregt                       |
| 1966    | Piet Tesselaer                        | Harm Ottenbros                        | Harry Stevens                         |
| 1967    | Leen de Groot                         | Marinus Wagtmans                      | Jan Brouwer                           |
| 1968    | Jan van Katwijk                       | Herman Hoogzaad                       | Michel Bertou                         |
| 1969    | Ben Janbroers                         | Piet Hoekstra                         | Michel Bertou                         |
| 1970    | Popke Oosterhof                       | Tino Tabak                            | Nano Bakker                           |
| 1971    | Juul Bruessing                        | Nano Bakker                           | Kees Balk                             |
| 1972    | Hennie Kuiper                         | Kees Balk                             | Piet van Katwijck                     |
| 1973    | Gerrie van Gerwen                     | Piet van der Kruys                    | Henk Prinsen                          |
| 1974    | Co Hoogendoorn                        | Jan Raas                              | Piet van der Kruys                    |
| 1975    | Jimmy Kruunenburg                     | Henk Botterhuis                       | Alfons van Katwijck                   |
| 1976    | Wil van Helvoirt                      | Herman Snoeyink                       | Martin Rietveld                       |
| 1977    | Joop Ribbers                          | Piet van der Kruys                    | Egbert Koersen                        |
| 1978    | Henk Mutsaars                         | Jos Lammertink                        | Theo de Rooij                         |
| 1979    | Wim de Waal                           | Jan Feiken                            | Theo de Rooij                         |
| 1980    | Henk Mutsaars                         | Dries Klein                           | Dries Timmer                          |
| 1981    | Ron Snijders                          | Ad Dekkers                            | Bert Wekema                           |
| 1982    | Hans Baudoin                          | Arie Assink                           | Bert Wekema                           |
| 1983    | Ron Snijders                          | Bert Wekema                           | Jannes Slendeboroek                   |
| 1984    | Anton van der Steen                   | Jos Alberts                           | Dick van Oirschot                     |
| 1985    | Henk Boeve                            | Henri Dorgelo                         | Michel Cornelisse                     |
| 1986    | Jan-Hendrik Dekker                    | Michel Cornelisse                     | Anton van der Steen                   |
| 1987    | Richard Luppes                        | Jan-Hendrik Dekker                    | Eddy Schurer                          |
| 1988    | Stephan Räckers                       | Patrick Coone                         | Peter de Vos                          |
| 1989    | Erik Knuvers                          | Tonnie Teuben                         | Gérard Kemper                         |
| 1990    | Gérard Kemper                         | Rob Mulders                           | Erik Dekker                           |
| 1991    | Allard Engels                         | Patrick Rasch                         | Erik Dekker                           |
| 1992    | Paul Konings                          | Erik Dekker                           | Raymond Thebes                        |
| 1993    | Allard Engels                         | Anthony Theus                         | Paul Konings                          |
| 1994    | Anthony Theus                         | Rik Reinerink                         | Rik Rutgers                           |
| 1995    | Pascal Appeldoorn                     | Niels van der Steen                   | Steven de Jongh                       |
| 1996    | Karsten Kroon                         | Benny Gosink                          | Martin van Steen                      |
| 1997    | Anthony Theus                         | Martin van Steen                      | Louis de Koning                       |
| 1998    | Remco van der Ven                     | Paul van Schalen                      | Berry Hoedemakers                     |
| 1999    | Jans Koerts                           | Martin van Steen                      | Rudi Kemna                            |
| 2000    | Andy De Smet                          | Berry Hoedemakers                     | John den Braber                       |
| 2001    | non disputata                         | non disputata                         | non disputata                         |
| 2002    | Rudi Kemna                            | Andy de Smet                          | Mark Vlijm                            |
| 2003    | Rudi Kemna                            | Eric Baumann                          | Ralf Grabsch                          |
| 2004    | Erik Dekker                           | David McKenzie                        | Simone Cadamuro                       |
| 2005    | Marcel Sieberg                        | Tom Veelers                           | Jaroslaw Zarebski                     |
| 2006    | Markus Eichler                        | Floris Goesinnen                      | Wouter Mol                            |
| 2007    | Martijn Maaskant                      | René Jørgensen                        | Luca Solari                           |
| 2008    | Coen Vermeltfoort                     | Stefan van Dijk                       | Fulco van Gulik                       |
| 2009    | Maurizio Biondo                       | Kenny van Hummel                      | Grega Bole                            |
| 2010    | Alberto Ongarato                      | Andy Cappelle                         | Michał Gołaś                          |
| 2011    | Kenny van Hummel                      | Sacha Modolo                          | Adam Blythe                           |
| 2012    | Bert-Jan Lindeman                     | Guillaume Boivin                      | René Jørgensen                        |
| 2013    | Alexander Wetterhall                  | Markus Eichler                        | Andreas Schillinger                   |
| 2014    | Kenny Dehaes                          | Scott Thwaites                        | Bert-Jan Lindeman                     |
| 2015    | Edward Theuns                         | Bert-Jan Lindeman                     | Joey van Rhee                         |
| 2016    | Jesper Asselman                       | Mark McNally                          | Dylan Groenewegen                     |
| 2017    | Jan-Willem van Schip                  | Twan Castelijns                       | Jasper De Buyst                       |
| 2018    | František Sisr                        | Dries De Bondt                        | Preben van Hecke                      |
| 2019    | Pim Ligthart                          | Robbert de Greef                      | Nicola Bagioli                        |
| 2020    | annullata per la pandemia di COVID-19 | annullata per la pandemia di COVID-19 | annullata per la pandemia di COVID-19 |
| 2021    | Rune Herregodts                       | Andrea Pasqualon                      | Dylan Groenewegen                     |
| 2022    | Dries Van Gestel                      | Barnabás Peák                         | Hugo Hofstetter                       |
| 2023    | Per Strand Hagenes                    | Tobias Lund Andresen                  | Adam de Vos                           |

#### Dwars door Drenthe
Aggiornato all'edizione 2015.
| Anno | Vincitore       | Secondo           | Terzo                     |
| ---- | --------------- | ----------------- | ------------------------- |
| 2012 | Theo Bos        | Barry Markus      | Daniele Colli             |
| 2013 | annullato       | annullato         | annullato                 |
| 2014 | Simone Ponzi    | Bert-Jan Lindeman | Tijmen Eising             |
| 2015 | Manuel Belletti | Barry Markus      | Michael Carbel Svendgaard |

### Donne

#### Women's WorldTour Ronde van Drenthe
Aggiornato all'edizione 2022.
| Anno                                | Vincitrice                            | Seconda                               | Terza                                 |
| ----------------------------------- | ------------------------------------- | ------------------------------------- | ------------------------------------- |
| Worldcup Ronde van Drenthe          |                                       |                                       |                                       |
| 2007                                | Adrie Visser                          | Elodie Touffet                        | Marianne Vos                          |
| 2008                                | Chantal Beltman                       | Marianne Vos                          | Ina-Yoko Teutenberg                   |
| 2009                                | Emma Johansson                        | Loes Gunnewijk                        | Chantal Blaak                         |
| 2010                                | Loes Gunnewijk                        | Annemiek van Vleuten                  | Giorgia Bronzini                      |
| 2011                                | Marianne Vos                          | Kirsten Wild                          | Giorgia Bronzini                      |
| 2012                                | Marianne Vos                          | Kirsten Wild                          | Emma Johansson                        |
| 2013                                | Marianne Vos                          | Ellen van Dijk                        | Emma Johansson                        |
| 2014                                | Elizabeth Armitstead                  | Anna van der Breggen                  | Shelley Olds                          |
| 2015                                | Jolien D'Hoore                        | Amy Pieters                           | Ellen van Dijk                        |
| Women's WorldTour Ronde van Drenthe |                                       |                                       |                                       |
| 2016                                | Chantal Blaak                         | Gracie Elvin                          | Trixi Worrack                         |
| 2017                                | Amalie Dideriksen                     | Elena Cecchini                        | Lucinda Brand                         |
| 2018                                | Amy Pieters                           | Alexis Ryan                           | Chloe Hosking                         |
| 2019                                | Marta Bastianelli                     | Chantal Blaak                         | Ellen van Dijk                        |
| 2020                                | annullata per la pandemia di COVID-19 | annullata per la pandemia di COVID-19 | annullata per la pandemia di COVID-19 |
| 2021                                | Lorena Wiebes                         | Elena Cecchini                        | Eleonora Gasparrini                   |
| 2022                                | Lorena Wiebes                         | Elisa Balsamo                         | Lotte Kopecky                         |
| 2023                                | Lorena Wiebes                         | Susanne Andersen                      | Maike van der Duin                    |

#### Drentse Acht van Westerveld
Aggiornato all'edizione 2022.
| Anno                        | Vincitrice                            | Seconda                               | Terza                                 |
| --------------------------- | ------------------------------------- | ------------------------------------- | ------------------------------------- |
| Drentse 8 van Dwingeloo     |                                       |                                       |                                       |
| 2007                        | Regina Schleicher                     | Rochelle Gilmore                      | Giorgia Bronzini                      |
| 2008                        | Ina-Yoko Teutenberg                   | Regina Schleicher                     | Rochelle Gilmore                      |
| 2009                        | Ina-Yoko Teutenberg                   | Regina Schleicher                     | Kirsten Wild                          |
| 2010                        | Ina-Yoko Teutenberg                   | Emma Johansson                        | Annemiek van Vleuten                  |
| 2011                        | Marianne Vos                          | Shelley Olds-Evans                    | Emma Johansson                        |
| 2012                        | Chloe Hosking                         | Giorgia Bronzini                      | Marianne Vos                          |
| 2013                        | Marianne Vos                          | Giorgia Bronzini                      | Emma Johansson                        |
| Molecaten Drentse 8         |                                       |                                       |                                       |
| 2014                        | Chantal Blaak                         | Lucy Garner                           | Elizabeth Armitstead                  |
| Acht van Westerveld         |                                       |                                       |                                       |
| 2015                        | Giorgia Bronzini                      | Valentina Scandolara                  | Annemiek van Vleuten                  |
| Drentse Acht van Westerveld |                                       |                                       |                                       |
| 2016                        | Leah Kirchmann                        | Christine Majerus                     | Anouska Koster                        |
| 2017                        | Chloe Hosking                         | Lotte Kopecky                         | Amalie Dideriksen                     |
| 2018                        | Alexis Ryan                           | Jolien D'Hoore                        | Chloe Hosking                         |
| 2019                        | Audrey Cordon-Ragot                   | Amy Pieters                           | Marta Bastianelli                     |
| 2020                        | annullata per la pandemia di COVID-19 | annullata per la pandemia di COVID-19 | annullata per la pandemia di COVID-19 |
| 2021                        | Chantal Blaak                         | Charlotte Kool                        | Eleonora Camilla Gasparrini           |
| 2022                        | Christine Majerus                     | Alison Jackson                        | Floortje Mackaij                      |
| 2023                        | annullata per neve                    | annullata per neve                    | annullata per neve                    |

#### Novilon Eurocup
Aggiornato all'edizione 2015.
| Anno                              | Vincitrice           | Seconda                  | Terza                |
| --------------------------------- | -------------------- | ------------------------ | -------------------- |
| 1998                              | Viola Paulitz-Müller | Vanja Vonckx             | Arenda Grimberg      |
| 1999                              | Leontien van Moorsel | Mirjam Melchers          | Catherine Marsal     |
| 2000                              | Madeleine Lindberg   | Marielle van Scheppingen | Ceris Gillfillan     |
| 2002                              | Leontien van Moorsel | Chantal Beltman          | Tanja Hennes         |
| 2003                              | Mirjam Melchers      | Ghita Beltman            | Rachel Heal          |
| 2004                              | Sissy van Alebeek    | Kirsten Wild             | Sharon van Essen     |
| 2005                              | Suzanne De Goede     | Linda Villumsen          | Judith Arndt         |
| 2006                              | Loes Markerink       | Trixi Worrack            | Kirsten Wild         |
| 2007                              | Giorgia Bronzini     | Marianne Vos             | Ina-Yoko Teutenberg  |
| 2008                              | Kristin Armstrong    | Regina Bruins            | Kirsten Wild         |
| Novilon Eurocup Ronde van Drenthe |                      |                          |                      |
| 2009                              | Marianne Vos         | Trixi Worrack            | Emma Johansson       |
| 2010                              | Annemiek van Vleuten | Ina-Yoko Teutenberg      | Kirsten Wild         |
| 2011                              | Suzanne de Goede     | Marlen Joehrend          | Natalie van Gogh     |
| Novilon Euregio Cup               |                      |                          |                      |
| 2012                              | Marianne Vos         | Marta Bastianelli        | Elizabeth Armitstead |
| 2013                              | annullato            | annullato                | annullato            |
| Novilon EDR Cup                   |                      |                          |                      |
| 2014                              | Kirsten Wild         | Shelley Olds             | Emma Johansson       |
| Novilon Eurocup                   |                      |                          |                      |
| 2015                              | Kirsten Wild         | Chloe Hosking            | Christine Majerus    |